# Turka, Ucraina
Turka este un oraș din Ucraina.